# 季布里夫卡 (梅納區)
51°25′30″N 32°7′15″E / 51.42500°N 32.12083°E
季布里夫卡（烏克蘭語：Дібрівка），是烏克蘭北部的村莊，隸屬切爾尼希夫州的科留基夫卡區。該村始建於1400年，面積0.21平方公里，海拔高度115米，2001年人口58，人口密度每平方公里276.2人。